# Molí de Vent (Palafrugell)
El Molí de Vent és un paratge de Palafrugell, que ja consta en els registres parroquials del segle xvii. El puig del Molí de Vent és un petit turó coronat per un replà a 90 metres sobre el nivell del mar situat a ponent de Palafrugell. Avui és poblat per una urbanització de residències unifamiliars que s'inicià durant la dècada dels seixanta i s'accelerà a les darreries del segle passat, però temps enrere constituí un mirador de la vila i els seus encontorns. Part del terme municipal s'abasteix del dipòsit del Molí de Vent (475 m³), que actualment també es nodreix del dipòsit de Cantallops. L'any 1875, immersos en la febre minera que dominà la població en busca de filons de barita que fossin aprofitables s'inspeccionà el turó i es practicaren algunes excavacions del terreny dalt del turó. Uns 40 metres a l'oest del cim es descobrí un filó de ferro magnètic de 70 cm de potència.

## Torre de guaita
El puig, poblat d'alzina surera i espessa garriga, constituïa, juntament amb el de les Torretes, un enclavament privilegiat que fou aprofitat molt antigament per a edificar una torre de guaita de característiques semblants a les que es construïren a Calella i a la torre dels Moros. Des de la seva talaia es dominava perfectament el corredor natural de l'Aubi i el paratge del Coll de Morena, per on transcorria el camí vell de Palamós a Torroella de Montgrí, principal via terrestre del trànsit militar que es dirigia a la veïna població marinera.
Des d'allà es dominava de molt a prop el castell de Palafrugell, les muralles del qual es distingien perfectament a llevant de la torre que distava set-cents metres. A la mateixa distància es comunicava, en direcció nord-est, amb la torre de guaita de les Torretes; en direcció sud-oest, a cosa d'un quilòmetre, sense obstacles, el poble de Mont-ras; el doble de distància cap al sud la separava de torre Simona, però amb les mateixes possibilitats de fàcil comunicació amb ella; més lluny, però igualment visible, es distingia la torre de Sant Sebastià.
Les restes de l'antiga torre, els posteriors usos de la qual la convertiren en un pràctic molí de vent, restaren dalt del turó fins a la dècada dels anys vint del segle xx.

## Dipòsit d'aigua
Els regidors de Palafrugell decidiren ubicar allà un dipòsit d'aigua capaç d'emmagatzemar 600 m³ d'aigua de la xarxa municipal, provinents del pou que s'obrí a Ermedàs al Paratge de Les Carreres el 1926. Entre el dilluns i dimarts, dies 3 i 4 d'octubre de 1927, els treballadors d'Antoni Pla i Vilar, pare de l'escriptor Josep Pla, a qui s'havien adjudicat les obres del dipòsit, enderrocaren els murs i fonaments que restaven del ja desaparegut Molí de Vent, que havia donat nom al puig després de complir amb l'escomesa de torre de guaita per a edificar el dipòsit municipal.